# Van Hunt
Van Hunt (né le 8 mars 1970) est un chanteur, auteur-compositeur-interprète, multi-instrumentiste et producteur de disques américain. Il a sorti son premier album, Van Hunt, en 2004, et un suivi, On the Jungle Floor, en 2006, tous deux sur Capitol Records . Il a remporté le Grammy Award de la meilleure performance R&B par un duo ou un groupe avec voix pour son apparition sur la version hommage de la chanson Sly & the Family Stone, " Family Affair ", en 2007. Il a signé chez Blue Note Records où son album  Popular, enregistré en 2008, a été mis de côté pour ne sortir qu'en 2017. Il a auto-publié l'album de compilation Use in Case of Emergency en 2009.

## Jeunesse
Hunt est né à Dayton, Ohio . Son père, Van Hunt, Sr., était un ami de Jimmy "Diamond" Williams, batteur chez les Ohio Players . Hunt a pris la batterie à 7 ans et le saxophone à 8 ans, ajoutant plus tard la basse et les claviers. La guitare était le dernier instrument qu'il apprit à jouer; il a joué de la guitare dans un groupe de rock appelé Royalty. Hunt a déménagé à Arlington, Texas pendant une courte période avant de déménager à Atlanta, Géorgie en 1996 pour fréquenter le Morehouse College, où il a étudié l'anglais, mais a rapidement abandonné.   À Atlanta, il a commencé à produire quelques démos hip-hop pour les rappeurs d'Atlanta afin de payer les factures. Hunt a rencontré des producteurs de disques prometteurs et des artistes comme Dallas Austin, Jermaine Dupri et TLC à travers son travail sur les démos.

## Carrière

### Début de carrière
Hunt a écrit et coproduit la chanson "Hopeless" pour la chanteuse Dionne Farris, anciennement d'Arrested Development, et a rejoint son groupe à la guitare et aux claviers. "Hopeless" est apparu sur la bande originale du film Love Jones (1997). Hunt a coécrit plusieurs chansons avec Rahsaan Patterson sur son album Love in Stereo (1999) puis avec Cree Summer, dont la chanson "Mean Sleep", pour son album Street Faërie (1999), produit par Lenny Kravitz . Il a également collaboré avec Joi sur le single "Missing You" (2002). Grâce à Dionne Farris, Hunt a rencontré de chez A & R Randy Jackson (qui plus tard a continué à être un juge sur Fox American Idol ). Jackson deviendra le manager de Hunt en 2002. 

### Chez Capitol records
Hunt a enregistré une grande partie des chansons de son premier album en 2000. Le producteur Dallas Austin a apporté l'enregistrement de Hunt à Capitol Records, ce qui l'a amené à signer avec le label en 2001. Le premier album de Hunt, Van Hunt, est sorti en février 2004. L'album comprenait les singles "Down Here in Hell (With You)", "Dust" et "Seconds of Pleasure", et a été nommé pour un Grammy Award pour la meilleure performance urbaine / alternative . Le deuxième album de Hunt, On the Jungle Floor, est sorti en 2006. L'album comprenait le single "Character", un "Mean Sleep" revisité, en duo avec Nikka Costa, et une reprise de "No Sense of Crime" par The Stooges . L'album a été coproduit par Bill Bottrell . Hunt a tourné et est apparu avec Mary J. Blige, Alicia Keys, Boney James, The Roots, Seal, Angie Stone, Coldplay, The Brand New Heavies, le Dave Matthews Band et Kanye West . 
En 2006, Hunt est apparu avec Nikka Costa sur l'album de Sam Moore, Overnight Sensational, sur la chanson "If I Had No Loot". Hunt est également présent sur "Half the Fun", un morceau de l'album de Count Bass D, Act Your Waist Size, sorti sur Fat Beats Records. 
En 2007, Hunt a remporté un Grammy Award pour la meilleure performance R&B par un duo ou un groupe avec voix, avec John Legend et Joss Stone, pour leur reprise de la chanson Sly & the Family Stone, " Family Affair ", parue en 2006 sur l'album hommage Different Strokes par Different Folks. Hunt a décrit au magazine Athens Blur en 2009 cette victoire comme "l'un des plus grands plaisirs que j'ai eu" . 

### Chez Blue Note
Hunt a sorti un EP numérique de 4 titres, The Popular Machine, le 7 août 2007. Hunt a annoncé un album complet, Popular, prévu chez Blue Note Records le 15 janvier 2008. Hunt a déménagé d'Atlanta à Los Angeles en 2007 alors que l'album était presque terminé. Blue Note avait repris le contrat d'enregistrement de Hunt après la restructuration de l'entreprise chez Blue Note et la société mère de Capitol, EMI . En décembre 2007, Blue Note a annoncé qu'il ne sortirait pas l'album et que Hunt et le label avaient mutuellement convenu de se séparer.  Hunt a écrit sur son blog MySpace en janvier 2008 qu'il ne pouvait pas promettre que Popular serait un jour officiellement publié. Blue Note possède les enregistrements master et a choisi de ne pas le lui revendre à un prix abordable. Hunt a commenté qu'il "ne pensait pas qu'ils avaient assez d'argent" pour promouvoir correctement l'album. LA Weekly a qualifié l'album de "fusion attrayante et trippante de grooves funk, de guitare punk et de voix soul", et "un coup étourdissant et inattendu".  Hunt a déclaré à l'hebdomadaire alternatif d' Atlanta Creative Loafing qu'il était "dévasté" lorsque le label a décidé de ne pas sortir l'album. En août 2017, Popular a finalement vu une sortie officielle sur tous les distributeurs en ligne 10 ans après son retrait. 

### Indépendant
En juin 2008, Hunt enregistrait un quatrième album, qu'il prévoyait de sortir lui-même et de commercialiser en utilisant Internet. Hunt a expliqué cette approche sur sa page MySpace. Hunt a effectué une tournée aux États-Unis en juillet et août 2008. Pendant ce temps, il a sorti Use in Case of Emergency, une compilation de démos, remixes et faces B enregistrées entre 1997 et 2005, via son site Web en mai 2009. En 2009, Hunt a joué sur la chanson thème du film Hurricane Season, intitulé «Be on Our Way». Hunt a également travaillé sur un livre autobiographique d'histoires courtes intitulé Tales of Friction . En juillet 2009, Hunt a déclaré au Atlanta Journal-Constitution qu'il prévoyait de sortir un autre album et de tourner à nouveau, mais ne savait pas quels étaient ses projets après cela. Hunt a joué à l'hommage du National Black Arts Festival à Curtis Mayfield à Atlanta Symphony Hall le 16 juillet 2010. 

### Godless HotspotetWhat Were You Hoping For?

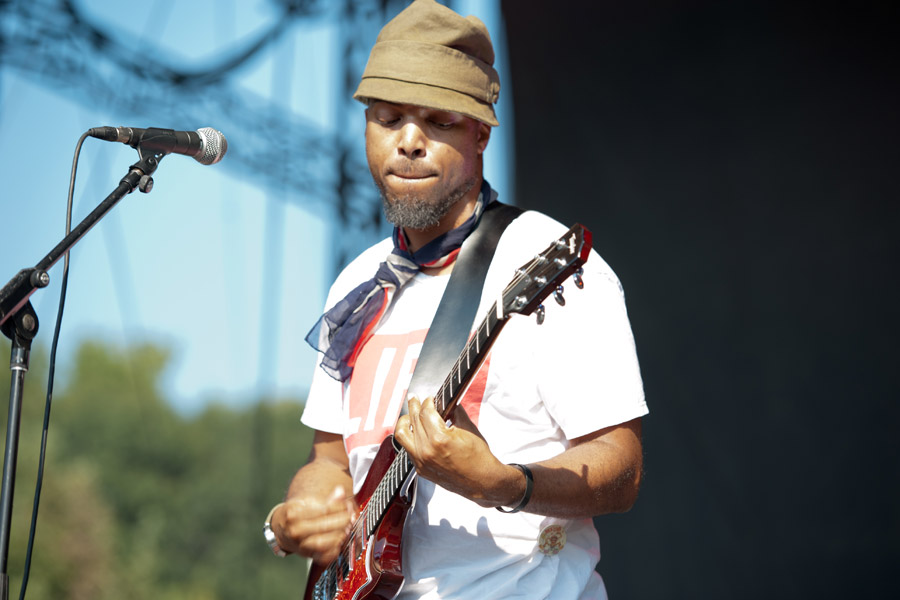
Van Hunt se produisant à Music Midtown, 2012.

Le 14 juin 2011, Van Hunt a annoncé sur son compte Twitter la sortie de sa première chanson en 3 ans. La chanson "June" est sortie le 15 juin à minuit via Mike Ragogna du Huffington Post avec l'annonce du titre de son prochain album (What were you hoping for?) et sa date de sortie. Un article plus long sur la chanson "June" et le nouvel album, ainsi que la nouvelle approche de Van paraîtra le même jour sur le site Web Music Remède. Cet article évoquait également le partenariat entre le propre label de Hunt Godless-hotspot et Thirty-Tigers. Il poursuit également en disant que "June" est la première d'une série de chansons gratuites qui seront publiées à partir de divers sites jusqu'à la sortie du nouvel album. Le prochain sera "eyes Like Pearls", le premier single officiel de l'album qui devrait sortir à la radio en juillet.

### The Fun Rises, the Fun Sets
Van Hunt a publié des mises à jour du travail de son prochain album via PledgeMusic au cours de 2014. En mars 2015, il a annoncé le titre de son album intitulé The Fun Rises, the Fun Sets, pour une sortie prévue le 5 mai 2015. Il a ensuite prévisualisé la sortie du nouvel album avec le nouveau single "Vega (Stripes On)", qui était disponible pour la sortie, via iTunes et Amazon, puis avec un second single, "Old Hat". Les deux morceaux comportaient des vidéos officielles accompagnant leurs sorties. L'album cartographié à # 31 sur les Etats-Unis Billboard Top Albums R & B / Hip-Hop .

## Ses influences
- David Bowie
- Serge Gainsbourg
- The Isley Brothers
- Curtis Mayfield
- Thelonious Monk
- The Ohio Players
- Iggy Pop
- Prince
- Richard Pryor
- Sly Stone
- Neil Young

## Discographie
Il a publié de nombreux opus,,,, dont :

### Les albums
- Van Hunt (2004), Capitol
- On the Jungle Floor (2006), Capitol
- What Were You Hoping For? (2011) – Godless Hotspot/Thirty Tigers
- The Fun Rises, the Fun Sets (2015) – Godless Hotspot/Thirty Tigers
- Popular (2017), Blue Note

### Compilations
- Use in Case of Emergency (2009), autoproduit

### EP
- Acoustic EP (2004), Capitol - EP numérique
- Napster Sessions (2004), Capitol - EP numérique
- Connect Set (2006), Capitol - EP numérique
- The Popular Machine (2007), Blue Note - EP numérique
- The Lamplighter Series (2009), Blue Note - EP numérique

### Singles
- "Down Here in Hell (With You)" (2004), Capitol
- "Dust" (2004), Capitol
- "Seconds of Pleasure" (2004), Capitol
- "Character" (2006), Capitol
- "Being A Girl" (2006), Capitol
- "Eyes Like Pearls" (2011), Godless Hotspot/Thirty Tigers
- "Vega (Stripes On)" (2015), Godless Hotspot/Thirty Tigers
- "Old Hat" (2015), Godless Hotspot/Thirty Tigers
- "Headroom" (2015), Godless Hotspot/Thirty Tigers

## Récompenses et nominations
- 2005 Nomination aux Grammy Awards pour la meilleure performance urbaine / alternative pour "Dust".
- 2006 Grammy Award de la meilleure performance R&B par un duo ou un groupe avec voix pour " Family Affair "